# Elín Rósa Magnúsdóttir
Elín Rósa Magnúsdóttir (* 22. Oktober 2002 in Reykjavík, Island) ist eine isländische Handballspielerin, die für die isländische Nationalmannschaft aufläuft.

## Karriere

### Im Verein
Elín Rósa Magnúsdóttir spielte in ihrer Jugendzeit Handball beim isländischen Verein ÍR Reykjavík, bei dem sie weiterhin in der Fußball- und in der Leichtathletikabteilung aktiv war. Im Jahr 2016 schloss sie sich Fylkir Reykjavík an. Mit einer Jugendmannschaft von Fylkir Reykjavík gewann sie 2017 die isländische Meisterschaft. Die Rückraumspielerin erhielt in der Spielzeit 2017/18 Spielanteile in der Damenmannschaft von Fylkir Reykjavík, die in der zweithöchsten isländischen Spielklasse antrat. Im Jahr 2019 wechselte sie zum isländischen Erstligisten Valur Reykjavík. Mit Valur gewann sie 2020 den isländischen Pokal, 2023, 2024 und 2025 die isländische Meisterschaft sowie 2025 den EHF European Cup. Im Sommer 2025 wechselte sie zum deutschen Bundesligisten HSG Blomberg-Lippe.

### In Auswahlmannschaften
Elín Rósa Magnúsdóttir nahm mit der isländischen Jugendnationalmannschaft an der EHF U-17-Championship 2019 teil, einem Wettbewerb für Nationalmannschaften, die sich nicht für die U-17-Europameisterschaft qualifizieren konnten. Mit Island belegte sie den zweiten Platz. Zwei Jahre später belegte sie mit der isländischen Juniorinnenauswahl den fünften Platz bei der EHF U-19-Championship 2021. Nachdem die Rechtshänderin anschließend dem Kader der isländischen B-Nationalmannschaft angehört hatte, rückte sie später in den Kader der A-Nationalmannschaft. Mit der isländischen A-Nationalmannschaft nahm sie an der Weltmeisterschaft 2023 teil und schloss das Turnier auf dem 25. Platz ab. Elín Rósa Magnúsdóttir erzielte im Turnierverlauf 20 Treffer. Im darauffolgenden Jahr belegte sie den 16. Platz bei der Europameisterschaft.